# Нікуди сховатися (фільм)
Нікуди сховатися (англ. No Place to Hide) — американський трилер 1973 року.

## Сюжет
Кінець 60-х років, Нью-Йорк. Група студентів вирішує організувати акцію із застосуванням сили. Вони збираються розгромити будівлю компанії, що співпрацює з диктаторами сусідніх країн. Але поки вони ведуть підготовчі роботи, зв'язуються з іншими агресивно-налаштованими групами, на їхньому шляху з'являється ФБР.

## У ролях
- Сільвестр Сталлоне — Джеррі Севідж
- Тоні Пейдж — Томмі Трафлер
- Ребекка Граймс — Лорі Фішер
- Вікі Ланкастер — Естель Фергюсон
- Денніс Тейт — Рей Браун
- Барбара Лі Гован — Марлена Сент-Джеймс
- Рой Вайт — Вільям Декер
- Генрі Дж. Сандерс — Джеймс Хендерсон
- Джед Міллс — Чак Бредлі
- Девід Оранж — Річард Скотт